# 郭卫民 (1958年)
郭卫民（1958年10月—），男，汉族，籍贯山西垣曲，生于上海，中华人民共和国政治人物，曾任国务院新闻办公室副主任，第十三届全国政协委员。